# Steirastoma senex
Steirastoma senex es una especie de escarabajo del género Steirastoma, familia Cerambycidae. Fue descrita científicamente por White en 1855.
Se distribuye por Costa Rica, Guatemala, Honduras, México, Nicaragua, Panamá y Venezuela. Posee una longitud corporal de 17-20,5 milímetros. El período de vuelo de esta especie ocurre en los meses de marzo, abril, mayo y septiembre.